# 马兰·梅森
马兰·梅森（法語：Marin Mersenne，法語發音：[maʁɛ̃ mɛʁsɛn]，1588年9月8日—1648年9月1日），法国博学家。

## 生平
梅森1611年进入修道院，成为法国最小兄弟会會士。1626年，他把自己在巴黎的修道室办成了科学家聚会场所和交流信息中心，称为“梅森学院”。他与同时代的最伟大的数学家保持经常的通信联系，和“业余数学王子”费马是好朋友。梅森编辑过多位希腊数学家的著作，并对其中的的课题用出论述，尤其是以梅森素数闻名，并于1644年发表的《物理数学随感》（Cogitata physico—mathe-matica）中讨论它。其著作《宇宙和谐》（Harmonie universelle）一书，是记录当代乐器的一份珍贵的史料。1648年9月1日，梅森于巴黎逝世。